# Ramokgwebana
Ramokgwebana is een dorp in het district North-East in Botswana. De plaats telt 1548 inwoners (2011).